# ГЕС Sønnå H
ГЕС Sønnå H — гідроелектростанція на півдні Норвегії за вісім десятків кілометрів на північний схід від Ставангеру. Знаходячись після ГЕС Далватн (35,4 МВт, первісно була відома як Сауда II), становить нижній ступінь однієї з гілок гідровузла у сточищі річки Saudavassdraget, яка тече до Saudafjorden — північного відгалуження Sandsfjorden, котрий, своєю чергою, є північно-східною затокою великого фіорду Boknafjorden (виходить до Північного моря між Ставангером та Гаугесунном).
Станція використовує у своїй роботі водосховище Dalvatnet, створене на лівій притоці Saudavassdraget річці Dalsvatnelva. Ця водойма має корисний об'єм 6,3 млн м3, що забезпечується коливання рівня поверхні між позначками 535,8 та 550,3 метра НРМ. Ще в 1919 році на ресурсі із неї почала роботу ГЕС Сауда I, котра мала потужність 33 МВт та скидала воду до озера Сторліватнет у головній течії Saudavassdraget (саме до нього і впадає Dalsvatnelva), з якого спрямовувалася на ГЕС Сауда III. Станція пропрацювала дев'ять десятків років, допоки у 2008-му не була замінена новою ГЕС Sønnå H, для якої розробили принципово іншу схему деривації. Вона так само живиться із Dalvatnet, проте сама використовує весь перепад висот між ним та морем.
Головний дериваційний тунель станції Sønnå H довжиною близько 11 км прямує по лівобережжю Saudavassdraget та підхоплює ресурс із її лівих допливів Skarvåna, Liabekken, Breidkvamselva та Bekk raundalen (можливо відзначити, що на двох останніх також наявні розташовані на нижчому рівні водозабори ГЕС Sønnå L, яка постала на заміну згаданій вище Сауда III). Крім того, до головного з півдня приєднуються бічні тунелі:
- довжиною близько 8 км, який подає ресурс із річок Lingvangelva та Tengesdalselva, що течуть до Hylsfjorden (східне відгалуження Sandsfjorden);
- довжиною близько 4 км, котрий сполучений з водозаборами на Malldalselva (впадає до Saudafjorden південніше від Saudavassdraget) та Sagåna (має устя на узбережжі Saudafjorden між Malldalselva та Saudavassdraget).

Основне обладнання станції становлять дві турбіни типу Френсіс потужністю по 106 МВт, які використовують напір у 550 метрів та забезпечують виробництво 1030 млн кВт·год електроенергії на рік (станція Сауда I мала річний виробіток близько 200 млн кВт·год, втім, відпрацьована нею вода після того ще використовувалась на станції Сауда III).
Відпрацьована вода по відвідному тунелю довжиною менше за 1 км транспортується до Saudafjorden.